# Saimaa
Saimaa (švédsky Saimen) je mělké jezero (hloubka do 82 m) na jihovýchodě Finska, ve východní části Finské jezerní kotliny. Leží v nadmořské výšce 76 m. Celková rozloha soustavy spojených jezer je 4377 km², což ho řadí na 4. místo v Evropě po ruských jezerech Ladožském, Oněžském a švédském jezeru Vänern. Kotliny jezer jsou ledovcového původu, rozšířené a uhlazené krycím ledovcem.

## Členění, pobřeží
Jezero se skládá z vlastního jezera Saimaa (1377 km²) a dále přirozeně napojených jezer Pihlajavesi (713 km²), Haukivesi (620 km², hloubka 58 m), Orivesi (601 km²), Puruvesi (421 km²), Pyhäselkä (361 km²), Enonvesi (196 km²) a dalších menších. Toto členění se může v různých zdrojích lišit. Pobřeží je silně členité, často skalnaté většinou pokryté lesy. Jezerní soustava má velice nepravidelný tvar, je roztříštěna četnými ostrovy a ostrůvky. Břeh měří celkem 15 000 km.

## Ostrovy
V jezeře se nachází asi 12 938 ostrovů a ostrůvků. Z toho jich je 4131 na vlastním jezeře Saimaa, 3819 na Pihlajavesi, 2158 na Haukivesi, 1495 na Orivesi, 720 na Puruvesi a 615 na Pyhäselkä. Největším ostrovem je Sääminginsalo, který odděluje části Pihlajavesi, Haukivesi a Puruvesi a svou rozlohou 1 069 km² je druhý největší ve Finsku po ostrově Soisalo na jezerní soustavě Iso-Kalla. Další ostrovy jsou podle velikosti Hurissalo (174 km²) Äitsaari (74 km²), Moinsalmensaari (53 km²), Oravisalo (49 km²), Kirkkosaari (47 km²), Kuivainen (33 km²), Varpasalo (27 km²), Salosaari (26 km²), Kyläniemi (23 km²), Niinikkosaari (18 km²), Mitinsaari (18 km²), Pellosalo (16 km²), Härskiänsaari (15 km²), Otasalo (15 km²), Kongonsaari (13 km²), Ahvionsaari (13 km²), Saukonsaari (11 km²), Tuohisaari (11 km²), Liiansaari (11 km²), Suuri Jänkäsalo (11 km²), Hälvä (11 km²), Vaahersalo (10 km²), Laukansaari (9 km²) a Laukansaari (11 km²).

## Vodní režim
Jezero představuje důležitou křižovatku vodních cest. Do části Orivesi přitéká řeka Viinijoki z jezera Viinijärvi a do části Pyhäselkä řeka Pielisjoki z jezera Pielinen. Rozloha povodí je 69,5 tisíce km². Vytéká z něj široká řeka Vuoksi tekoucí do Ladožského jezera a řada umělých kanálů (z nichž nejdůležitější je průplav Saimaa (Saimaan kanava), který jezero spojuje s Vyborským zálivem (část Finského zálivu Baltského moře) a řadou dalších jezer. Nejvyšší hladina je v létě a nejnižší brzo na jaře. Jezero je pokryté ledem od prosince do května.

## Fauna
Členité mělké vody jsou rájem pro ryby, vodní ptactvo a (pochopitelně) také pro rybáře. V severní části jezerního systému byl vytyčen Národní park Linnansaari, jenž má mimo jiné sloužit k ochraně zdejšího sladkovodního poddruhu tuleně kroužkovaného (Phoca hispida ssp. saimensis – tuleň kroužkovaný saimaaský).

## Osídlení
Na břehu jezera leží celá řad měst, nejdůležitější jsou Lappeenranta, Imatra, Joensuu, Savonlinna a Mikkeli.

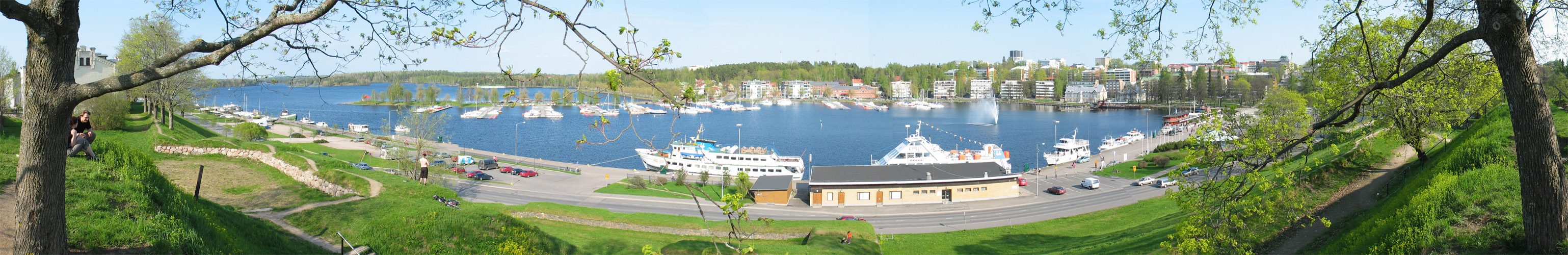
Přístav v Lappeenrantě